# Magne van den Berg
Magne van den Berg (1967) is een Nederlandse toneelschrijver. Ze studeerde in 1994 af aan de Mimeopleiding van de Theaterschool van de Amsterdamse Hogeschool voor de Kunsten. Na haar afstuderenmaakte ze tot 1999 voorstellingen in het gezelschap Stichting Buk. Na een korte periode zelf haar eigen teksten geregisseerd te hebben begon ze voor andere theatermakers te schrijven, beginnend met Kale Bomen Ruisen Niet (2006). Ze werkte onder andere samen met Joachim Robbrecht, Jetse Batelaan, Joeri Vos, Sanne van Rijn, José Kuipers en Paul Knieriem. Ze schreef onder andere voor de theaterproducenten Toneelschuur Producties, Rudolphi Theaterproducties, Toneelgroep Oostpool, De Toneelmakerij, Tg Sonnevanck, Het Zuidelijk Toneel , Dood Paard en TG Echo. 
In 2008 won ze de laatste H.G. Van der Viesprijs voor De lange nasleep van een korte mededeling, een toneeltekst waarnaar ze in 2014 i.s.m. Joppe van Hulzen het gelijknamige filmscenario ontwikkelde.
Naast het schrijven van toneel werkt ze nauw samen met choreografe Nicole Beutler (1: Songs, PIECE, Antigone, Liefdesverklaring, Role Model, Liefdesverklaring (voor altijd)).
Voor regisseur Timothy de Gilde maakt ze jeugdtheaterteksten (Gender, Ka-Blamm, Game Over, God?, Daddy, Snackbar) 
Haar toneelstuk Met mijn vader in bed (wegens omstandigheden), werd in 2014 genomineerd voor de Taalunie Toneelschrijfprijs, het stuk Ik speel geen Medea, werd bekroond met de Taalunie Toneelschrijfprijs 2016.
Vertaald werk
- Snackbar (ENG)
- Trees without leaves (ENG)
- En la cama de mi padre (por circunstancias) (SP)
- Dans le lit de mon père (circonstances obligent) (FR)
- Long dévelopment d'un brèf entretien (FR)
- Privés de feuilles les arbres ne bruissent pas (FR)
- Eu nao va fazer Meidea (PR)
- Big aftermath after a small disclosure (ENG)
- Das lange nachspiel einer kurzen mitteillung (DU)
- Im Bett meines Vaters (Umständehalber) (DU)
- Gender (DU)

## Prijzen
- 2016: Taalunie Toneelschrijfprijs
- 2008: H.G. van der Viesprijs

- Library of Congress Control Number: no2013005767
- Nederlandse Thesaurus van Auteursnamen: 320747336
- Virtual International Authority File: 286476620
- WorldCat: E39PBJyGW3FYKjjD7Rkqq7kRrq